# Formica impexa
Formica impexa es una especie de hormiga del género Formica, familia Formicidae. Fue descrita científicamente por Wheeler en 1905.
Se distribuye por Canadá y los Estados Unidos. Vive en microhábitats como rocas, piedras y los bordes de las carreteras.